# Rosalía Rodríguez López
Rosalía Rodríguez López (Alhama de Almería, 1966) es una romanista e investigadora española especializada en el urbanismo en Derecho romano y en el estudio de la Mujer desde la Antigüedad al tiempo presente.  

## Trayectoria
Se licenció en Derecho en la Universidad de Granada en 1989. Tras comenzar seguidamente su carrera docente e investigadora en la Universidad de Almería, se doctoró en 1994 con la tesis titulada Las obligaciones indemnizatorias en derecho público romano. Se convirtió en profesora titular en 1999y accedió a la Cátedra de Derecho romano en 2012. Además, es profesora-tutora de la Universidad Nacional de Educación a Distancia (UNED). Las áreas en las que desarrolla su actividad investigadora son fundamentalmente la agricultura romana (aspectos sociales y jurídicos), el urbanismo, el Derecho protobizantino, los specula principis en la ciencia política, los conflictos sociales e integración de los migrantes y el estudio de la Mujer desde la Antigüedad al tiempo presente.
Ha desempeñado diversos cargos de gestión en la Universidad de Almería, en los que ha sido la primera mujer en acceder a ellos durante los años 90: Vicedecana (Coordinadora de los Estudios de Derecho) en la Facultad de Ciencias sociales y jurídicas, Vicerrectora de Estudiantes, Presidenta de la Junta Electoral Central de la Universidad, y Coordinadora en la Experiencia Piloto de la titulación de Derecho en la Facultad de Derecho.
Como docente, dirige el grupo de investigación docente Iura. RvB: Romanas, visigodas y bizantinas. En el ámbito de investigación, entre 1997 y 2010, colaboró con el grupo de investigación HUM 318 sobre Espacio literario y formas de comunicación en Roma, donde desarrolló sus trabajos Derechos de la ciudadanía europea: mujer y ciudadanía y Catálogo unificado de materiales sobre filología latina y derecho romano en internet. Desde 2010, es responsable del grupo SEJ 048 sobre Ciudades antiguas, turismo y sostenibilidad, y también colabora desde 2011 con el grupo DR13 de Derecho romano.
Además, como divulgadora ha colaborado en calidad de experta en varios documentales. En 2016, la Diputación Provincial de Almería contó con ella para el documental 30 años por la igualdad y contra la violencia hacia las mujeres. En 2018, participó en La Mujer en Carthago Nova, que recibió varios premios en el IV Festival de Cine Arqueológico de Castilla y León. Y, en 2022, colaboró la Televisión de Galicia con A muller romana na Gallaecia. También ha comisariado diversas exposiciones sobre la Mujer romana a través del cómic. Asimismo, ha sido miembro del Jurado del Premio Internacional de Periodismo «Colombine»y del Premio Nacional de Ensayo Carmen de Burgos.

## Obra
- 1996 - Las obligaciones indemnizatorias en derecho público romano. Universidad de Almería. ISBN 84-8240-037-1.
- 2009 - El huerto en la Roma antigua: su problemática urbanística y agraria. Dykinson. ISBN 978-84-9849-278-1.
- 2011 - ¡Ciudadanos! Universidad de Almería. ISBN 978-84-8240-180-5.
- 2012 - Urbanismo y derecho en el imperio de Justiniano (527-565 d.C.). Dykinson. ISBN 978-84-9982-252-5.
- 2018 - La violencia contra las mujeres en la antigua Roma. Dykinson. ISBN 978-84-9148-920-7.[22]
- 2022 - Mujeres en los difíciles tiempos del Imperio Romano de Occidente. Dykinson. ISBN 978-84-1122-363-8.